# Busto de Rodin
El busto de Rodin es una escultura en bronce realizada por la escultora francesa Camille Claudel entre 1888-1889. Es considerado como su máximo tributo a Auguste Rodin, el cual no fue vaciado en bronce hasta 1892 a pesar de haber recibido una crítica inicial positiva por parte del Salón de París
Entre 1882 a 1892, el proceso creativo de La Puerta del Infierno estaba en plenitud.  Esto marcó un periodo de convivencia íntima y profesional entre Auguste Rodin y Camille Claudel.
Para la realización del busto de Rodin la escultora realizó diversos estudios y vaciados en bronce con el objetivo de perfeccionar la obra y plasmar detalles minuciosos. Rodin exhibió la pieza junto con sus obras en diversas muestras. Investigadores expertos como la historiadora Anne Rivière consideró el busto como una obra en la que se aprecia claramente la influencia de Rodin en el quehacer artístico de Camille. 
Durante la vida de la autora se crearon 16 vaciados, el primero de los cuales fue posesión de Rodin, y los otros 15 fueron comisionados por Mercure de France y realizados por François Rudier. Algunos originales múltiples se encuentran en colecciones públicas alrededor del mundo: en el Musée Municipal (Guéret); en el Musée d'Art et d'Archéologie (Aurillac); en el Musée du Petit-Palais (Paris); en el California Palace of the Legion of Honor (San Francisco) y en el Museo Soumaya (Ciudad de México). Al menos una más fue robada del Museo de arte y tecnología Guéret en 1999 y reencontrado en 2012

Busto de Rodin por Camille Claudel, Museo Soumaya (México)